# Brauereigasthof Wengen (Nennslingen)

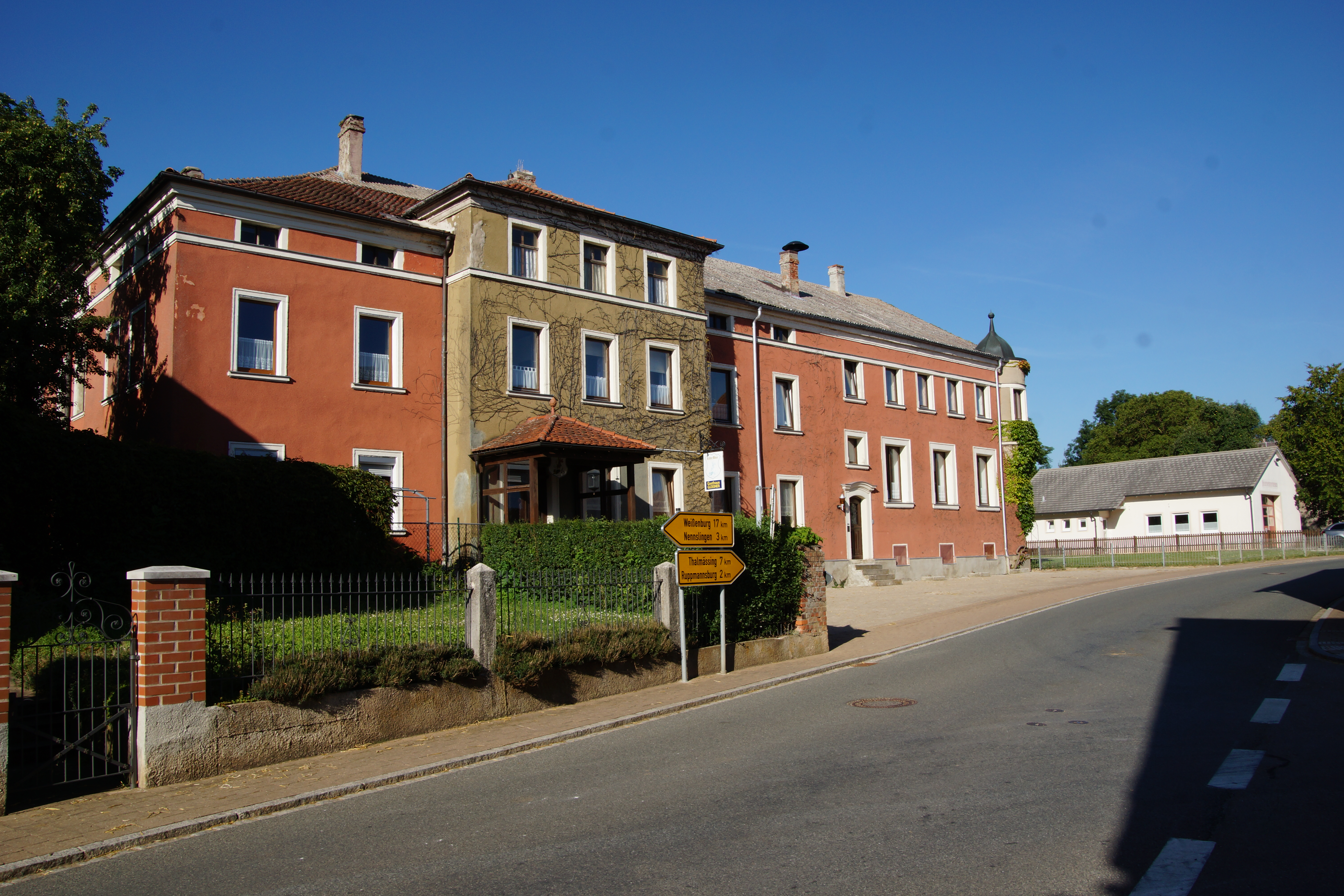
Brauereigasthof in Wengen (2019)

Der Brauereigasthof in Wengen, einem Gemeindeteil des Marktes Nennslingen im mittelfränkischen Landkreis Weißenburg-Gunzenhausen in Bayern, wurde Ende des 19. Jahrhunderts errichtet. Das Gasthaus steht auf der Liste der geschützten Baudenkmäler in Bayern.
Der dreigeschossige Mittelbau mit Walmdach und zweigeschossigen Flügeln wurde in historisierenden Formen errichtet. Der östliche Flügel mit Runderker wurde 1919 um vier Fensterachsen verlängert. 
Der westliche Bauteil besitzt einen dreigeschossigen Risalit mit durchfensterten Attikageschoss.